# Hôtel Grateloup
Pour les articles homonymes, voir Grateloup.
L'hôtel Grateloup est un monument situé dans la ville du Puy-en-Velay dans le département de la Haute-Loire.

## Histoire
L'hôtel médiéval Grateloup, adjacent à la cathédrale du Puy, a été occupé par les Dauphins de Viennois entre le XIIIe siècle et le début du XIVe siècle. Il a été agrandi vers l'ouest aux XVIIe et XVIIIe siècles, devenant une partie d'un hôtel particulier plus vaste, partageant son jardin avec l'hôtel Saint-Vidal, qui appartenait au même propriétaire. À partir du début du XXe siècle, l'hôtel a été cédé au diocèse, servant tour à tour de résidence à l'évêque, de manécanterie, puis d'habitat pour les chanoines et prêtres de la cathédrale,,.

## Description
L'édifice est construit en pierre volcanique (brèche), arkose et pierre taillée. Son plan présente une forme en L, entourant une cour partiellement fermée au nord. L'escalier principal est à mur noyau, tandis qu'un escalier étroit et coudé donne accès à la cave. La partie médiévale s'organise autour d'une cour intérieure, bordée par une ruelle qui a été comblée. La chapelle, dominant la rue Saint-Georges, révèle des décors peints figuratifs, probablement datant du début du XIVe siècle. Deux niveaux de caves voûtées témoignent également de l'époque médiévale de l'hôtel. La section moderne se distingue par des façades régulières sur la rue et le jardin, avec des intérieurs dotés de boiseries et de cheminées, incluant un oratoire orné de stuc du XVIIIe siècle et une pièce décorée de peintures murales du XVIIe ou XVIIIe siècles.

## Protection
L’hôtel particulier est inscrit au titre des monuments historiques par arrêté du 25 février 2021.